# Sho Yano
Sho Timothy Yano (矢野 祥, Yano Shō) (né le 22 octobre 1990 à Portland en Oregon aux États-Unis) est un enfant prodige américain montrant un quotient intellectuel estimé à 200.

## Biographie
Son père, Katsura Yano, est japonais et sa mère, Kyung, est sud-coréenne.
Sho Yano  aurait appris à lire à l'âge de 2 ans, à écrire à 3 ans, à jouer de la musique classique au piano à 4 ans et à composer à 5 ans. Il a commencé ses études au Mirman School, école pour enfants prodiges de Los Angeles. Après avoir obtenu 1500 sur 1600 au SAT à l'âge de 8 ans,, il a été accepté à l'université Loyola de Chicago à 9 ans, où il a obtenu son diplôme summa cum laude à l'âge de 12 ans. Par la suite, il a été accepté au Pritzker School of Medicine de l'université de Chicago dans le Medical Scientist Training Program (MSTP), programme conçu pour les personnes qui veulent à la fois obtenir un MD et un PhD. En 2009, il a obtenu un PhD en génétique moléculaire et biologie cellulaire, à l'âge de 18 ans,. Il a entamé sa deuxième année en médecine à l'école médicale de l'université de Chicago en 2009, devenant ainsi, à 21 ans, la plus jeune personne à obtenir un MD de cette université.
Selon Sho Yano, il doit son succès aux efforts de sa mère, qui a détecté ses facultés supérieures alors qu'il était tout jeune et qui l'a aidé et motivé en lui imposant un entraînement académique supplémentaire rigoureux. Sa mère l'a aussi instruit à la maison jusqu'à sa 12e année scolaire, croyant que les autres enfants du même âge ne portait pas autant d'intérêt à la formation académique.
La sœur de Sho Yano, Sayuri (née en 1996), montre aussi les capacités d'un enfant prodige dans les matières académiques et en musique.

## Publications
- (en) Sho T. Yano, Bahman Panbehi, Arpita Das et Howard M. Laten, Diaspora, a large family of Ty3-gypsy retrotransposons in Glycine max, is an envelope-less member of an endogenous plant retrovirus lineage, BMC Evolutionary Biology